# Ku! Kin-dsa-dsa
Ku! Kin-dsa-dsa (Originaltitel: Ку! Кин-дза-дза) ist ein russischer Zeichentrickfilm aus dem Jahr 2013, der auf dem sowjetischen Spielfilm Kin-dsa-dsa! aus dem Jahr 1986 beruht. Der Film wurde unter der Regie von Georgi Danelija produziert und ist eine Mischung aus Science-Fiction-Film und Endzeitfilm.

## Handlung
In Moskau am Anfang des 21. Jahrhunderts trifft der weltberühmte Cellist Wladimir Tschischow ("Onkel Wowa") auf dem Weg nach Hause einen Teenager. Der stellt sich als Tschischows Neffe Tolik aus Nizhnie Yamki vor, der Sohn seiner Cousine Elena Zarapkina. Er sei nach Moskau gekommen, um dort DJ zu werden und für eine Weile bei Tschischow zu wohnen. Dieser hält Tolik für einen Schwindler und versucht, ihn loszuwerden. In diesem Moment läuft ein barfüßiger Mann mit Gänseblümchenkranz auf dem Kopf und einer Fernbedienung auf die beiden zu und fragt, welche Nummer ihre Galaxie habe, damit er nach Hause kommt. Tolik hält ihn für einen Junkie und nennt die 03. Schließlich drückt er selbst "03" auf dem Gerät und plötzlich befinden sich Tschischow und Tolik allein in einer Wüste unter zwei Sonnen. Sie sind auf dem Planeten Pljuk in der Galaxie Kin-dsa-dsa gelandet.
Hier treffen die beiden auf reisende Künstler – den Tschatlanen Uef, und den Patzaken Bi sowie den Roboter Abradoks, die in einem Fluggerät reisen. Die Bewohner des Planeten besitzen telepathische Fähigkeiten und lernen sehr schnell, Russisch zu sprechen. Die beiden erfahren, dass es auf Pljuk zwei Haupt-Kasten gibt – die dienenden Patzaken und die herrschenden Tschatlanen. Die Zugehörigkeit wird durch ein Gerät bestimmt, den Visator. Onkel Wowa und Tolik sind dem Visator zufolge Patzaken und das Gesetz verlangt von ihnen, eine spezielle Glocke an der Nase zu tragen und bei Zusammentreffen mit Tschatlanen das Ku!-Ritual durchzuführen. Das wertvollste auf Pljuk ist KC, das Schwefel enthält, wie gewöhnliche Streichhölzer. Glücklicherweise hat Tschischow eine ganze Schachtel Streichhölzer.
Uef und Bi versprechen den Erdlingen, sie nach Hause zur Erde bringen, wenn sie ihnen ein paar Schachteln Streichhölzer geben. Doch ist dafür spezielles Gerät notwendig: ein Gravizapa. Als die vier eines bei Schmugglern kaufen wollen, werden sie von ihnen betrogen. Tolik, der noch ein Streichholz hat, überzeugt die Künstler, mit ihnen in die Hauptstadt von Pljuk zu fahren, um dort ein Gravizapa zu bekommen und ihren Plan umsetzen zu können. In der Hauptstadt Planetarium erfahren sie die Koordinaten der Erde. Darüber hinaus kann Tolik von hier aus seine Mutter anrufen und Tschischow dabei beweisen, dass er wirklich sein Neffe ist.
Nach einer Reihe von Abenteuern, in denen Tolik einen Gravizapa bekommt, starten er und Tschischow gemeinsam mit Uef, Bi und Abradoks zum Raumflug. Allerdings transportieren die Künstler Tschischow und Tolik nicht auf die Erde, sondern auf den unbewohnten Planeten Chanud, wo der Gehalt an Sauerstoff nur 30 % des normalen beträgt. Die Künstler erklären den Erdlingen, dass sich die Erde den Koordinaten nach in einem "Antitentur" befindet und unerreichbar ist. Als Alternative schlagen die Künstler vor, Geld mit Auftritten zu verdienen, damit den Planeten Chanud und Luft zu kaufen und eine despotische Herrschaft über künftige Einwanderer auszuüben. Mit der Aussicht, nie auf die Erde zurückkehren zu können, denken die Erdlinge an Suizid. Dann erscheint der barfüßige Mann mit dem Gänseblümchenkranz und schickt Tschischow und Tolik auf die Erde zurück.
Doch haben beide nun ihre Abenteuer vergessen und Tschischow versucht erneut, Tolik loszuwerden. Als jedoch plötzlich eine Baumaschine mit orangefarbenen Blinklicht vorbeifährt, mache beide unbewusst das Ku!-Ritual und erinnern sich an ihre Abenteuer. Tschischow ermöglicht Tolik und seiner Mutter, bei ihm zuhause zu wohnen.

## Produktion und Veröffentlichung
Ku Kin-dsa-dsa entstand unter der Regie von Georgi Danelija als Zusammenarbeit von Ugra-Film Film Company, Ritm, Asymmetric VFX und CTB Film Company. Das Drehbuch schrieben Georgy Danelia und Andrey Usachov. Die Musik stammt von Gija Kantscheli und für den Schnitt war Sergei Minakin verantwortlich. Am 11. April 2013 wurde der Film erstmals in Russland gezeigt. In Polen war er am 22. November 2014 beim Sputnik Russian Film Festival zu sehen.

## Synchronisation
| Rolle               | Russischer Sprecher  |
| ------------------- | -------------------- |
| Wladimir Tschischow | Nikolai Gubenko      |
| Tolik               | Ivan Tsekhmistrenko  |
| Uef                 | Andrei Leonov        |
| Bi                  | Alexei Kolgan        |
| Abradox             | Alexander Adabashian |

## Rezeption
Der Film erhielt in den russischen Medien allgemein positive Kritiken. Bei der russischen Kritikwebsite Kritikanstvo erhält der Film eine Bewertung von 82/100 bei insgesamt 28 Kritiken. Ku! Kin-dsa-dsa erhielt unter anderem positive Kritiken von der russischen Ausgabe des Empire, von Mir Fantastiki, Argumenty i Fakty, Rossijskaja gaseta, Trud und Izvestiya sowie mittelmäßige Kritiken von Lenta.ru, Wedomosti und Afisha. Außerhalb Russlands erhielt der Film von Zippyframes eine positive Kritik. Der Film wurde ausgezeichnet bei den Asia Pacific Screen Awards und erhielt den Preis für den Besten Animationsfilm beim Nika-Award.